# Colònies europees a l'Àsia
Llista de colònies, protectorats i dependències principalment europees (però també nord-americanes i dels propis estats asiàtics) d'Àsia:
- Turquia
  - Antalya italiana (Atalea)
  - Cilícia francesa
  - Hatay
  - Districte grec d'Esmirna
  - República del Caucas Sud-occidental
  - Zona Internacional dels Estrets
  - Emirat de Soran
  - República de l'Ararat
  - Armènia Occidental
  - Pera i Galata
- Síria
  - Síria i Mont Líban
  - Mandat francès per Síria i el Líban
  - Mandat francès de Síria
    - Estat d'Alep
      - Territori dels Alauites

    - Estat de Damasc
    - Estat dels Alawites
    - Estat de Latakia
    - Hauran
    - Djebel Drus (Hauran i Souaïda)
    - Federació Siriana
    - Estat de Síria
    - República Siriana (francesa)

  - Alts del Golan
- Líban
  - Mont Liban
  - Mandat francès per Síria i el Líban
  - Mandat de Gran Líban
  - República Libanesa (francesa)
- Israel
  - Palestina britànica
- Jordània
  - Govern Moabita
- Iraq
  - Mossul
  - Kurdistan
  - Zona neutral Iraq-Aràbia Saudita
- Aràbia Saudita
  - Zona neutral Iraq-Aràbia Saudita
  - Zona neutral Kuwait-Aràbia Saudita
- Iemen
  - colònia d'Aden
  - Perim
  - Kuria Muria
  - Kamaran
  - Illes Hanish
  - Federació d'Aràbia del Sud
    - Emirat haiximita de Beihan
    - Emirat amiri de Dhala
      - Xeicat dels qutaibi (dependents de Dhala, però fora de la federació)

    - Sultanat awdhali de Zara
    - Sultanat fadli de Zinjibar
    - Sultanat yafi de Jaar (Baix Yafa)
    - Sultanat awlaqi de Nisab (Alt Awlaqi)
    - Sultanat abdali de Lahej
    - Sultanat awlaqi d'Ahwar (Baix Awlaqi)
    - Estat de Dathina
    - Estat d'Aden
    - Sultanat hawshabi de Musaymir
    - Xeicat aqrabi de Bir Ahmad
    - Sultanat wahidi de Bal Haf (amb sobirania sobre els soldans wahidi de Bir Ali i d'Habban)
    - Xeicat saqladi de Shaib
    - Xeicat alawi d'Al-Qasha
    - Xeicat de Muflahi
    - Xeicat ma'an de Yashbum (xeicat d'Alt Awlaqi)

  - Sultanat yafi de Mahjabah (Alt Yafa)
  - Xeicat d'Hadhrami o Hadrami
  - Xeicat de Busi
  - Xeicat de Dubi
  - Xeicat de Mawsata
  - Protectorat d'Aràbia del Sud
    - Estat Quaiti d'Hadramaut (Shihr i Mukalla)
    - Estat Kathiri d'Hadramaut (Seiyun)
    - Estat Banu Afrar de Mahra (Qishn)
    - Sultanat wahidi de Bir Ali
    - Xeicat dhiebi d'Irqa
    - Xeicat dhiebi d'Hawra
    - Sultanat wahidi d'Habban
    - Sultanat wahidi d'Azzan
    - Sultanat wahidi de Bal Haf
    - Sultanat de Bal Haf i Azzan
    - Xeicat abdali d'al-Hawtah
      - Socotora
- Oman
  - Mascat
  - Zufar
  - Gwadar
  - Ras Musandam
  - Imamat d'Oman
  - Oman i Mascat
- Emirats Àrabs Units
  - Trucial Oman
  - Costa dels Pirates
  - Illes Tunb
  - Abu Musa
- Bahrain
  - Colònia portuguesa de Bahrain
  - Bahrain persa
  - Protectorat de Bahrein (britànic)
- Qatar
  - Protectorat de Qatar
- Kuwait
  - Protectorat de Kuwait
  - Zona neutral Kuwait-Aràbia Saudita
- Iran
  - Muhammara
  - Azadistan
  - Azerbaidjan autònom
  - República kurda de Mahabad
  - Pèrsia sota influència britànica i russa
  - Iran sota influència britànica i soviètica
  - Gilan
- Afganistan
  - Emirat de Kabul
  - Emirat de Herat
  - Emirat de Kandahar
  - Emirat de Gazni (1879-1880)
  - Protectorat de l'Afganistan
  - Hazaradjat
  - Badakhshan
- Pakistan
  - Índia Britànica
  - Balawaristan
    - Baltistan

  - Caixmir
  - Gwadar
- Índia
  - Companyia d'Ostende
  - Companyia Anglesa de les Índies Orientals
  - Companyia Francesa de les Índies Orientals
  - Companyia Britànica de les Índies Orientals
  - Índia Danesa
  - Índia Holandesa
  - Índia Francesa
  - Índia Portuguesa
  - Índia Britànica
  - Coch Behar
  - Manipur
  - Tripura
  - Sikkim
  - Amindives
  - Laquedives
  - Minicoy
  - Andaman i Nicobar
    - Andaman
    - Nicobar
- Nepal
  - Protectorat del Nepal
    - Regne de Mustang
- Butan
  - Protectorat de Bhutan
- Bangladesh
  - Bengala britànica
  - Chittagong Hill Tracts
- Myanmar
  - Birmània britànica
    - Estats Xan
      - Estats Xan Septentrionals
        - Hsipaw
          - Monglong
          - Hsum Hsai
          - Mongtung

        - Taupeng (Tawngpeng)
        - Hsenwi (Hsenwi del nord)
          - Kokang

        - Hsenwi del sud (Mongyai)
        - Manglun o Manglon
          - Mo Thai
          - Maw Hpa
          - Mang Hsen
          - Negekting

        - Mongmit

      - Estats i sub-estats Xan Meridionals
        - Heho
        - Hopong
        - Hsamongkham
        - Hsatung
        - Hsawnghsup
        - Kamaing
        - Kehsi Mansam
        - Kengkham
        - Kenglon
        - Kengtawng
        - Kengtung
        - Kyakku
        - Kyone
        - Laikha
        - Lawksawk
        - Loilong
        - Loimaw
        - Lonpo
        - Maw
        - Mawkmai
        - Mawson
        - Monghsu
        - Mongkawng
        - Mongkung
        - Mongnai
        - Mongnawng
        - Mongpai
        - Mongpan
        - Mongpawn
        - Mongping
        - Mongsit
        - Mongyawng
        - Myelat
        - Myosa
        - Namhkai
        - Namhkok
        - Namtok
        - Naungpalam
        - Nawngwawn
        - Ngwegunhmu
        - Pindaya
        - Pinhmi
        - Pongmu
        - Putao
        - Pwela
        - Sakoi
        - Samkha
        - Saofa
        - Singaling Hkamti
        - Taunggyi
        - Tigit
        - Wanyin
        - Wuntho
        - Yawnghwe
        - Yengnan

    - Katxin
    - Karen
    - Karenni
    - Xin
    - Mon
    - Arakan
- Sri Lanka
  - Colònia portuguesa de Ceilan
  - Colònia holandesa de Ceilan
  - Colònia britànica de Ceylon (Ceylan)
- Malàisia
  - Johore
  - Kedah
  - Kelantan
  - Labuan
  - Malaca
  - Malaca portuguesa
  - Malaca holandesa
  - Negri Sembilan
    - Gemas
    - Gemencheh
    - Inas
    - Jelebu
    - Jempol
    - Johol
    - Klang o Kelang
    - Naning
    - Ulu Muar o Muar
    - Ulu Pahang
    - Rembau
    - Segamat
    - Gunung Pasir
    - Sunjei Ujong
    - Sri Menanti o Jelai
    - Teraci
    - Tampin

  - Pahang
  - Penang
  - Perak
  - Perlis
  - Borneo del Nord
    - Companyia Britànica de Borneo del Nord
    - Colònia de Borneo del Nord

  - Sarawak
    - Regne de Sarawak
    - Colònia de Sarawak

  - Selangor
  - Trengganu
  - Estats Malais Federats
  - Estats Malais No Federats
  - Unió Malaia
  - Federació de Malaia o Federació Malaia
- Singapur
  - Colònies de l'Estret
  - Colònia de Singapur
- Tailàndia
  - Lanna (Chiang Mai)
  - Lampang
  - Lamphun
  - Chiang Saen
  - Phrae
  - Nan
  - Mae Hong Son
  - Patani
  - Songkhla
- Indonèsia
  - Illes de les Espècies
  - Amboina
  - Companyia Holandesa de les Índies Orientals
  - Nova Guinea Holandesa
- Illes Cocos (Keeling)
- Illa Christmas
- Laos
  - Lan Xan
  - Regne de Luang Prabang (protectorat)
  - Regne de Vientiane
  - Champasak
  - Xiang Khuang
- Cambodja
  - Protectorat de Cambodja
- Vietnam
  - Tonkin i Annam
  - Imperi d'Annam
    - Protectorat d'Annam
      - Virregnat de Tonkin

    - Champa

  - Pulo Condor
  - Cotxinxina
    - Cotxinxina francesa (colònia de Cotxinxina)
    - República de Cotxinxina

  - Indoxina francesa
  - Vietnam Francès (Estat de Vietnam)
  - Illes Paracels
  - Illes Spratly
- Filipines
  - Colònia de les Filipines
  - Sultanat de Jolo (Sulu)
  - Sultanat de Maguindanao
- Xina
  - Ferrocarril de la Xina Oriental
  - Ferrocarril del Sud de Manxúria
  - Hong Kong
  - Kiaochow
  - Kulangsu
  - Kouang Tchou
  - Kwantung
  - Macau
  - Shameen
  - Concessió internacional de Xangai
  - Concessió francesa de Xangai
  - Concessió de Tientsin
  - Weihaiwei
  - Manxukuo
  - Meng Chiang
  - Kaixgària
  - Sinkiang
  - Tibet
- Taiwan
  - Colònia de Formosa
  - Colònia de Fort Zelàndia
- Mongòlia
  - Província xinesa de Mongòlia
- Corea
  - Cheju
  - Sinuiju
- Japó
  - Deshima
  - Regne de Ryu Kyu
  - Karafuto
  - Illes Kurils
  - Okinawa
  - Senkaku
  - Bonin
  - Volcano
    - Iwo Jima